# Florentino Asensio Barroso
Florentino Asensio Barroso (Villasexmir, 16 ottobre 1877 – Barbastro, 9 agosto 1936) è stato vescovo titolare di Eurea d'Epiro e amministratore apostolico di Barbastro. Venne fucilato dai repubblicani durante la guerra civile spagnola dopo essere stato torturato ed evirato, è stato dichiarato martire e beatificato da papa Giovanni Paolo II nel 1997.

## Biografia
Florentino Asensio Barroso nacque a Villasexmir, nella provincia di Valladolid e in diocesi di Palencia, il 16 ottobre 1877. Era il figlio di Jacinto Gonzalez Asensio, che di mestiere faceva il venditore ambulante, e di Gabina Barroso Vasquez, che gestiva un negozio in paese. La coppia ebbe nove figli. Florentino fu battezzato nella parrocchia dell'Assunzione a Villasexmir il 24 ottobre 1877 e ricevette la cresima da monsignor Juan Lozano y Torreira, vescovo di Palencia, il 6 giugno 1878.

### Formazione e ministero sacerdotale
Entrò molto giovane nel seminario di Valladolid, e qui ricevette il suddiaconato e il diaconato il 22 dicembre del 1900.
Il 1º giugno 1900 fu ordinato presbitero per l'arcidiocesi di Valladolid. Il 2 agosto successivo fu nominato coadiutore della parrocchia di Villaverde de Medina, dove rimase per circa un anno e mezzo e quindi venne trasferito a Valladolid, dove l'arcivescovo José María Cos y Macho gli affidò la propria segreteria particolare e l'archivio episcopale.
Senza abbandonare queste funzioni, continuò i propri studi e ottenne la laurea in teologia presso la Pontificia Università di Valladolid il 29 agosto del 1906. Il consiglio accademico gli propose la docenza di metafisica, che Florentino accettò e portò a termine durante l'anno accademico 1909-1910.
Il 30 aprile 1910 fu scelto come canonico della cattedrale e venne designato direttore esecutivo dei fondi dell'arcidiocesi. Poi gli incarichi a lui affidati si moltiplicarono: fu confessore del seminario conciliare e delle suore oblate del monastero cistercense di Las Huelgas e dell'ospedale di Esgueva. Nel 1925 venne nominato parroco della parrocchia del capitolo metropolitano di Valladolid.

### Ministero episcopale

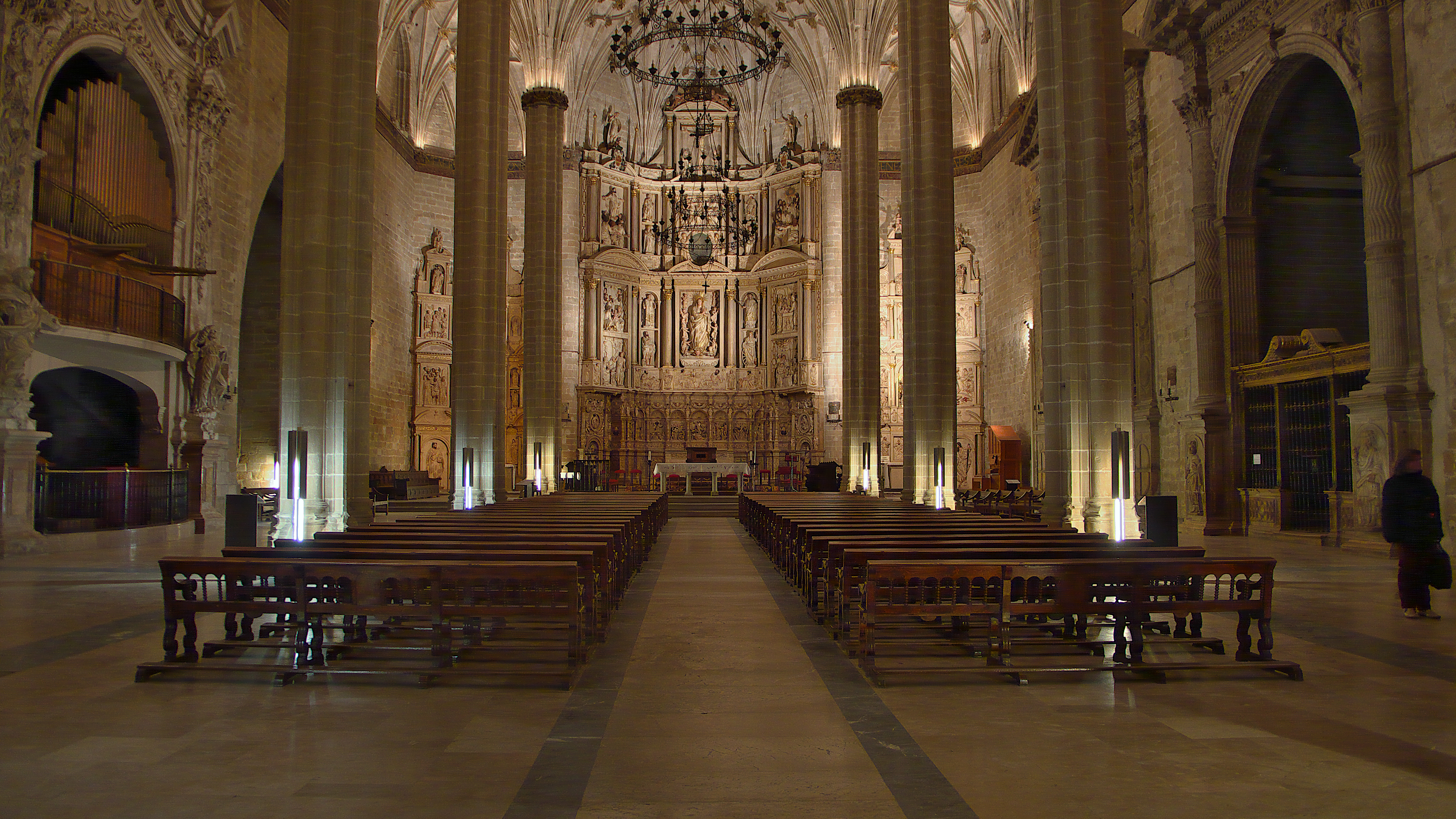
Cattedrale di Santa Maria Assunta a Barbastro, dove il vescovo Florentino Asensio Barroso trascorse il suo breve ministero episcopale

Il suo zelo pastorale gli procurò una certa notorietà e nel 1935 il nunzio Apostolico Federico Tedeschini gli comunicò che i papa Pio XI gli proponeva di elevarlo alla dignità episcopale, affidandogli l'amministrazione della sede di Barbastro, una piccola diocesi della provincia di Huesca. L'11 novembre 1935 papa Pio XI lo nominò vescovo titolare di Eurea di Epiro e amministratore apostolico di Barbastro. Ricevette l'ordinazione episcopale il 26 gennaio successivo dall'arcivescovo metropolita di Valladolid Remigio Gandásegui y Gorrochátegui, co-consacranti l'arcivescovo metropolita di Burgos Manuel de Castro y Alonso e il vescovo di Zamora Manuel Arce y Ochotorena.
Ebbe difficoltà a prendere possesso della diocesi, a causa delle tensioni anticlericali latenti in città. Il vescovo aveva previsto di entrare ufficialmente in diocesi domenica 15 marzo, e questa data era stata diffusa da El Cruzado Aragonés, il settimanale cattolico. Si seppe di possibili attentati messi in atto da provocatori sulla strada proveniente da Huesca per creare disturbo alla cerimonia o, peggio, per attentare alla sua persona. Quindi il vescovo decise di posticipare di un giorno il suo arrivo. Entrò in diocesi lunedì 16 marzo, protetto e con una cerimonia raccolta. Nonostante tutto, vi era ad attenderlo una grande folla. Mentre scendeva dalla macchina si udì il vescovo dire, come una premonizione: "Ya estamos aquí. Ecce ascendimus Hierosolymam" e sorrise serenamente. Quelle prime parole produssero nei presenti una profonda impressione.
Il rapporto con le autorità civili non fu facile. Il vescovo ereditò un'annosa questione sulla proprietà del seminario diocesano, che si era concretizzata in una citazione a giudizio per i diritti sull'edificio. Le elezioni generali del mese di febbraio agitarono ulteriormente le acque. Già pochi giorni dopo il suo arrivo, il sindaco lo informò che nel territorio comunale, così come in molti altri paesi della zona, erano proibite forme di culto pubblico come processioni, funerali e perfino il rintocco delle campane.
Durante i pochi mesi di governo della diocesi diede prova di equilibrio e moderazione, fece quello che poté nella disputa per la proprietà del seminario. Di fronte alle minacce di impossessarsi dell'immobile, il vescovo oppose una tattica dilatoria, cortese ma ferma, che ottenne come risultato che i seminaristi potessero terminare l'anno scolastico. Quando nel maggio del 1936 il seminario fu attaccato da elementi anarchici, fu possibile salvare gli oggetti più preziosi della chiesa e la biblioteca. Quando iniziarono i lavori di demolizione, depositò presso il Tribunale superiore di Giustizia la causa formale che consentì di fermare i lavori.
In ambito sociale cercò di alleviare le sofferenze della classe operaia, donò 2000 pesetas dei propri fondi per aiuti immediati alle famiglie di lavoratori disoccupati e assunse mano d'opera per la coltivazione dell'orto del vescovado. Inoltre, cercò di coinvolgere i laici cattolici nella tutela dei diritti dei lavoratori, fondando il Sindacato Cattolico, alternativo a quelli di matrice marxista o anarchica. Considerando il clima profondamente anticlericale, vi furono molte persone che gli consigliarono di abbandonare anche temporaneamente la diocesi. La sua risposta fu sempre la stessa: "Io non abbandono la vigna che il Signore mi ha affidato".
Il suo ministero episcopale non solo fu molto breve, ma fu caratterizzato da una violenza estrema. In un breve volgere di tempo, all'inizio della guerra civile spagnola, vide cadere il suo vicario generale e assistette all'arresto di quasi tutti i suoi sacerdoti. Nella diocesi vi erano 131 sacerdoti all'arrivo del vescovo Asensio: ne furono uccisi 113, incluso un intero seminario di missionari clarettiani, 19 benedettini, 9 padri scolopi che avevano un convento e una scuola in città.

### Arresto, tortura e morte
La notte di sabato 18 luglio, poco più di un giorno dopo la sollevazione militare nelle exclave spagnole in Marocco, centinaia di persone armate controllavano di fatto la città, approfittando dell'indecisione dei militari. Intorno alla mezzanotte un numero considerevole di persone attraversarono la piazzetta dirigendosi risolutamente verso l'edificio del municipio. Si trattava di un gruppo di anarchici rivoluzionari che assumevano il potere sostituendosi al governo costituito. Quindi tornarono ai rispettivi luoghi di reclutamento. Dopo circa un'ora una moltitudine di persone si raccolsero nuovamente nella piazza del municipio come per dare una legittimazione legale e formare il nuovo governo de facto della città. Nella formula "Comitato di unione rivoluzionaria e antifascista" si trovarono elementi della UGT e della CNT, oltre che Repubblicani e anarchici.
Un flusso imponente di persone sembravano compiere un atto rituale sfoggiando braccialetti, bandiere ed insegne rivoluzionarie. All'alba la capitale del Somontano era rossa, la bandiera anarchica sventolava sugli edifici, sulle facciate delle case e nelle piazze.
Dopo il golpe militare, la guarnigione di Barbastro comandata dal colonnello José Villalba Rubio rimase fedele alla Repubblica e la cittadina divenne un importante centro di collegamento con il fronte e di raccolta di numerose gruppi anarchici e marxisti. 
Domenica mattina 20 luglio 1936, il vescovo celebrò alle otto nel " Colegio dela Enseñanza" la festa di san Vincenzo de' Paoli. Esortò la comunità a rimanere unita nella preghiera "di fronte al cataclisma che incombe". A mezzogiorno, affrontando un clima ormai apertamente ostile, si diresse verso la cattedrale, celebrava don Crisóstomo Lopez.
Prima della celebrazione udirono il vescovo avvicinarsi al sacerdote domandandogli: "Crisos, ascolta, che notizie ci sono?" Il sacerdote che possedeva una radio rispose: "Cattive, cattive...". Il vescovo gli disse: "se ci sono novità nel pomeriggio, vieni a riferirmele."
Dopo la celebrazione avvenne il primo arresto nella persona del sacerdote e tenore della cattedrale don José Martínez, uno dei predicatori più eloquenti della diocesi. Il vescovo poté vedere come lo arrestarono e lo condussero legato alla prigione municipale. Il vescovo chiamò il vicario generale don Felix Sanz, perché in suo nome andasse a protestare per quell'oltraggio. Dal collegio degli Scolopi videro l'anziano sacerdote dirigersi con passo sicuro verso il municipio, vestito con la tonaca e il mantello, aprirsi la strada nella moltitudine di persone in un silenzio innaturale, in parte dovuto all'indubbio prestigio di cui godeva. Formulò la propria protesta di fronte al Comitato e tornò a casa senza curarsi che lo seguissero. Nel tragitto incontrò alcune persone che conosceva e si fermò a salutarle. Un quarto d'ora più tardi due persone armate lo arrestarono e lo condussero in carcere.
Il 20 luglio 1936, il vescovo Florentino Asensio Barroso fu arrestato dai miliziani nella residenza episcopale e incarcerato. Alla sera dell'8 agosto venne trasferito in una stanza decentrata adibita a cella nell'edificio del municipio. In questa cella venne sottoposto ad interrogatorio e a tortura fino all'amputazione della borsa scrotale.
Quindi lo condussero insieme ad altri prigionieri in un luogo a circa tre chilometri da Barbastro sulla strada per Sariñena, dove lo fucilarono alle prime ore del 9 agosto 1936. Il vescovo non morì subito, e i carnefici lo lasciarono agonizzare per circa un'ora. Il suo corpo fu gettato in una fossa comune. Alla fine della guerra civile ebbe luogo un processo di identificazione di coloro che vi erano sepolti. Il vescovo venne facilmente identificato dalle iniziali che segnavano la sua biancheria intima.

## La devozione
La cerimonia di beatificazione avvenne a Roma, ad opera di papa Giovanni Paolo II il 4 maggio 1997. La Chiesa cattolica lo ricorda il 9 agosto.
In occasione della beatificazione le sue reliquie furono traslate nella cappella di san Carlo Borromeo della stessa cattedrale di Barbastro e deposte in una cripta ubicata dietro l'altare.

## Genealogia episcopale
La genealogia episcopale è:
- Cardinale Scipione Rebiba
- Cardinale Giulio Antonio Santorio
- Cardinale Girolamo Bernerio, O.P.
- Arcivescovo Galeazzo Sanvitale
- Cardinale Ludovico Ludovisi
- Cardinale Luigi Caetani
- Cardinale Ulderico Carpegna
- Cardinale Paluzzo Paluzzi Altieri Degli Albertoni
- Papa Benedetto XIII
- Papa Benedetto XIV
- Cardinale Enrique Enríquez
- Arcivescovo Manuel Quintano Bonifaz
- Cardinale Buenaventura Córdoba Espinosa de la Cerda
- Cardinale Giuseppe Maria Doria Pamphilj
- Papa Pio VIII
- Papa Pio IX
- Cardinale Alessandro Franchi
- Cardinale Benito Sanz y Forés
- Cardinale Juan Soldevilla y Romero
- Arcivescovo Remigio Gandásegui y Gorrochátegui
- Vescovo Florentino Asensio Barroso